# Sedum pulchellum
Espèce
Sedum pulchellum est une espèce de plantes de la famille des Crassulacées présente en Amérique du Nord.